# Champenoux
Champenoux ist eine französische Gemeinde mit 1.566 Einwohnern (Stand: 1. Januar 2022) im Département Meurthe-et-Moselle in der Region Grand Est (vor 2016: Lothringen). Sie gehört zum Arrondissement Nancy und zum Kanton Grand Couronné.

## Geografie
Champenoux liegt etwa 13 Kilometer ostnordöstlich von Nancy und wird umgeben von den Nachbargemeinden Amance im Nordwesten und Norden, Mazerulles im Nordosten und Osten, Erbéviller-sur-Amezule im Osten, Réméréville im Südosten und Süden, Velaine-sous-Amance im Südwesten und Westen sowie Laneuvelotte im Westen.
Der Bahnhof der Gemeinde liegt an der Bahnstrecke Champigneulles–Sarralbe.

## Bevölkerungsentwicklung
| Jahr                       | 1962 | 1968 | 1975 | 1982 | 1990 | 1999 | 2006 | 2019 |
| Einwohner                  | 383  | 417  | 644  | 1004 | 1041 | 1124 | 1195 | 1490 |
| Quellen: Cassini und INSEE |      |      |      |      |      |      |      |      |

## Sehenswürdigkeiten
- Kirche Saint-Barthélemy aus dem 18. Jahrhundert

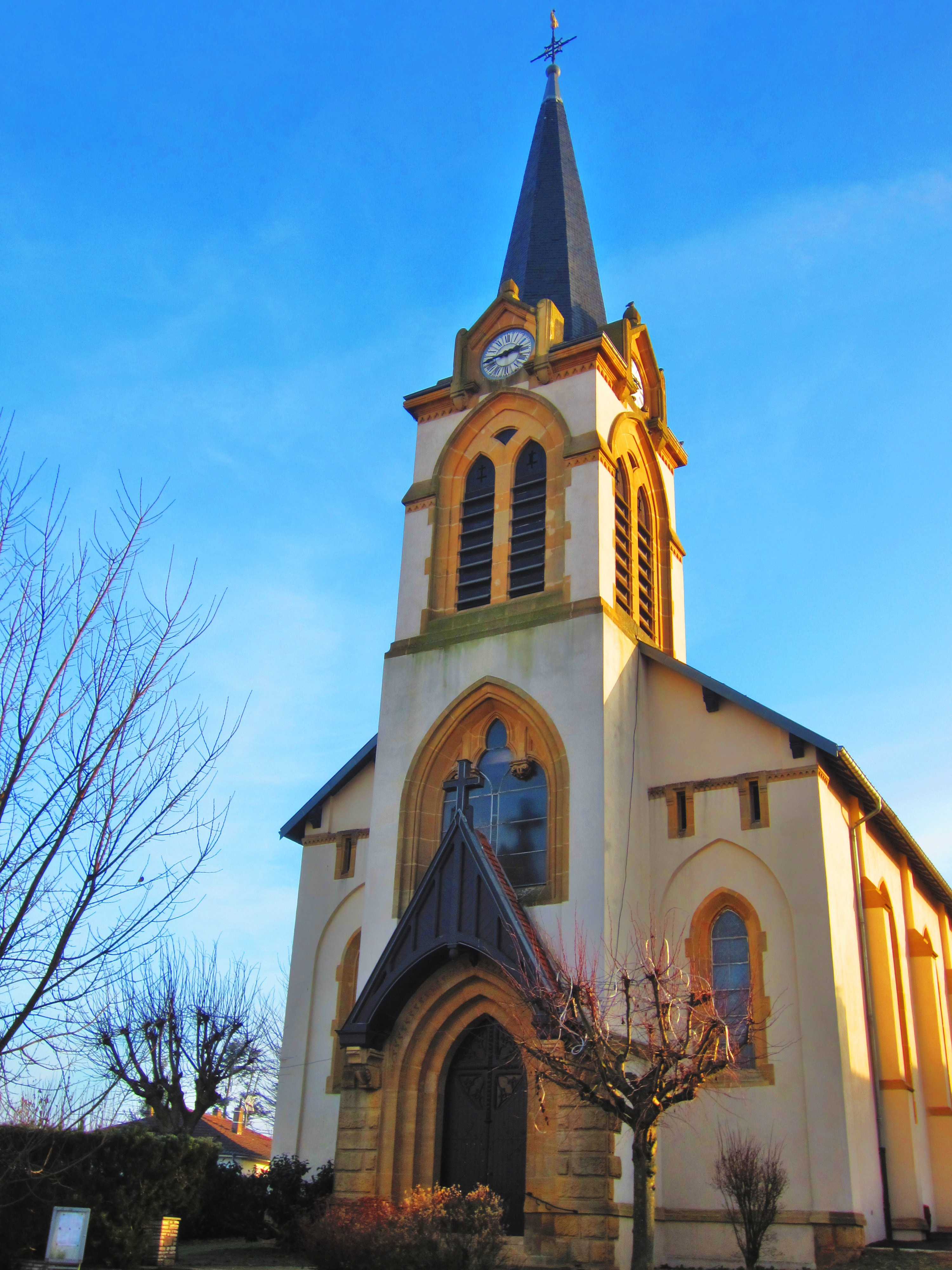
Kirche Saint-Barthélemy

- Französischer Militärfriedhof